# Iefim Chtchadenko
Iefim Afanassievitch Chtchadenko (russe : Ефим Афана́сьевич Щаде́нко), né le 27 septembre 1885 à Kamensk-Chakhtinski dans l'Empire russe et décédé le 6 septembre 1951 à Moscou en URSS, est un colonel général soviétique qui servit comme commissaire adjoint du peuple à la défense pendant les premières années de la Seconde Guerre mondiale.

## Biographie
Chtchadenko naît dans une famille ouvrière ukrainienne et suit son enseignement primaire.
À partir de 1904, il est actif dans le mouvement social-démocrate clandestin et rejoint la même année l'aile bolchevique du Parti travailliste social-démocrate russe.
Il participe activement à la révolution russe de 1905 dans le Donbass et, après la défaite de la révolution, il se cache dans le Caucase. Il déménage ensuite à Vladikavkaz et travaillé comme tailleur tout en étant impliqué dans les cercles bolcheviques clandestins.
Dans les ateliers de couture, il organise également le syndicat Igla, qui organise régulièrement des grèves. En 1907, s'appuyant sur Igla, il organise un rassemblement massif du 1er mai, au cours duquel une bagarre massive éclate entre ses participants et les Cent-Noirs. Chtchadenko, en tant qu'organisateur de la réunion, est menacé d'arrestation, pour laquelle il est contraint de partir pour Kamenskaïa.
À Kamenskaïa le 20 août 1907, une grève des cordonniers est organisée, qui est dispersée par les autorités. Les organisateurs, dont Chtchadenko, sont arrêtés, mais rapidement relâchés faute de preuves. Il continua ensuite à organiser des syndicats clandestins jusqu'à son arrestation en 1913.
En août 1914, les soldats d'une division de cavalerie de dragons de réserve située à proximité de la prison dispersent les gardiens de la prison et libèrent les prisonniers. Au même moment, Chtchadenko rencontre le sous-officier Semion Boudienny qui sert dans le bataillon.
Après la révolution de Février, il devient président du comité du parti du raïon de Kamianske et, après la révolution d'Octobre, il devient commandant de la Garde rouge du raïon. En janvier 1918, il est élu au Comité révolutionnaire militaire du Don.
Après avoir quitté l'Ukraine sous la pression des troupes germano-autrichiennes, Chtchadenko forme la 2e division de fusiliers du Don (ou Morozov-Donetsk — à partir de la Garde rouge de Morozov et de Donetsk), qui deviendra plus tard connue sous le nom de 38e division de fusiliers. À partir du 6 juin 1918, il dirige le quartier général des unités Morozov-Donetsk, qui assurent la défense contre les troupes de Piotr Krasnov. Le 25 juin, les unités bolcheviques atteignent la Volga, où elles sont intégrées au nouveau Front Tsaritsyno, dont le commissaire d'état-major est Chtchadenko.
À partir de l'automne 1918, il participe à la défense de Tsaritsyno sous le commandement de Kliment Vorochilov en tant que membre du Conseil militaire révolutionnaire (en) (RVS) de la 10e armée (en). Du début au milieu de 1919, il est membre du RVS du front ukrainien et membre du RVS de la 1re armée soviétique ukrainienne (en) et de la 3e armée soviétique ukrainienne (en). Il est commissaire autorisé de la RSS d'Ukraine et commissaire du district militaire de Jytomyr. Du 19 novembre 1919 à 1920, il est membre du RVS de la 1re armée de cavalerie (en) sous le commandement de Semion Boudienny et de la 2e armée de cavalerie (en) où il participe à la lutte contre les forces anarchistes sous Nestor Makhno. En 1923, il est diplômé de l'Académie militaire des forces armées russes. Il sert ensuite comme commandant d'une division de cavalerie.
Entre-temps, il épouse la peintre Maria Denissova. La carrière militaire de Chtchadenko entrave son activité de sculptrice, jugée incompatible avec son rang militaire. Leur relation est qualifiée de « névrotique ». Ils disposent d'un appartement au 10e étage sur les quais, avec un très grand balcon sur lequel elle peut cependant installer ses œuvres. Aucune de ses œuvres postérieures à 1936 n'aurait été conservée, laissant penser qu'elles ont été détruites,.
Au cours de ses études à l'académie, il reçoit l'Ordre du Drapeau rouge, auquel il est présenté le 10 avril 1922 par Staline et Vorochilov pour leurs exploits en 1918. Parallèlement, il subit une opération au cours duquel sont rein droit lui est retiré, événement qui ne lui permet pas de terminer ses études. À partir du 1er avril 1924, il est inspecteur politique de la cavalerie de l'Armée rouge. À ce poste, il participe à la réforme militaire de 1924-1925.
Le 1er septembre 1926, il est envoyé en congé de longue durée pour raisons de santé. En janvier 1927, il est transféré dans la disposition de la Direction principale de l'Armée rouge. Il poursuit son traitement, notamment en Allemagne. Pendant sa convalescence, il s'engage dans des travaux littéraires et écrit l'histoire de la 1re armée de cavalerie, qui ne sera cependant jamais publiée.
En mars 1930, il est nommé assistant politique du chef de l'Académie militaire Frounze.
À partir de décembre 1936, il est commandant adjoint des affaires politiques et chef de l'administration politique du district militaire de Kharkov (en). À partir de mai 1937, il est membre du Conseil militaire du district militaire de Kiev et de décembre 1937 à décembre 1940, il est commissaire adjoint du peuple à la défense de l'Union soviétique et chef du département de commandement et de contrôle de l'Armée rouge. Parallèlement, de mars 1938 à juillet 1940, il est membre du Conseil militaire principal de l'Armée rouge.
Chtchadenko participe activement à la Grande Purge et au nettoyage de l'armée, en particulier les organisateurs d'une « conspiration fasciste illégale » qui comprenait principalement des officiers militaires proches de Mikhaïl Toukhatchevski.
De 1930 à 1934, il est membre de la Commission centrale de contrôle, de 1939 à 1941 membre du Comité central du Parti communiste et à partir de 1941 membre candidat du Comité central du VKP. Il est député du Soviet suprême de l'Union soviétique de la 1re convocation.
Pendant la Seconde Guerre mondiale, il est Commissaire adjoint du peuple à la défense de l'Union soviétique et chef de la direction principale de la formation et des effectifs de l'Armée rouge d'août 1941 à mai 1943. Il est membre du Conseil militaire du Sud et du 4e front ukrainien.
Tombé gravement malade, Chtchadenko est transféré par avion dans un hôpital de Moscou en novembre 1943 et ne reviendra jamais au front. En 1944, il est mis à la disposition de la Direction politique principale de l'Armée rouge et n'occupera aucun poste par la suite.
Chtchadenko décède le 6 septembre 1951 à Moscou et est enterré au cimetière de Novodievitchi.

## Récompenses et décorations
- 4 Ordres de Lénine
- 4 Ordres du Drapeau Rouge
- Ordre de Souvorov de 2e classe
- Ordre de l'Étoile Rouge
- Médaille des 20 ans de l’Armée rouge des paysans et travailleurs
- Médaille pour la victoire sur l'Allemagne dans la Grande Guerre patriotique de 1941-1945
- Médaille pour la Défense de Moscou
- Médaille pour la Défense de Stalingrad[10]